# جراحی از راه سینوس پروانه‌ای
جراحی از راه سینوس اسفنوئید یا (Transsphenoidal surgery) نوعی جراحی است که در آن ابزارها را از راه بینی و استخوان اسفنویید یا استخوان پروانه‌ای (استخوانی به شکل پروانه که در پایه جمجمه قرار دارد) به داخل بخشی از مغز راه می‌یابند. این روش جراحی برای برداشتن تومورهای هیپوفیز بکار میرود. هیپوفیز در زین ترکی روی استخوان پروانه‌ای قرار دارد.